# بيت العفاري الاسفل (مدينة حجة)

تعديل مصدري - تعديل

بيت العفاري الاسفل هي إحدى قرى عزلة عبس بمديرية مدينة حجة التابعة لمحافظة حجة، بلغ تعداد سكانها 97 نسمة حسب تعداد اليمن لعام 2004.